# Vladimir Spivakov
Vladimir Teodorovič Spivakov (in russo Владимир Теодорович Спиваков?; Ufa, 12 settembre 1944) è un violinista e direttore d'orchestra russo. È considerato uno dei più importanti violinisti della sua generazione.

## Biografia
Vladimir Spivakov è figlio d’arte; la madre, pianista, si è diplomata al Conservatorio di Leningrado. 
Nel 1945 la famiglia si trasferisce a Leningrado, qui Spivakov riceve le prime lezioni di pianoforte da sua madre. 
All’età di sette anni inizia lo studio del violino per proseguirlo dal 1955 nella Scuola Speciale di musica annessa al Conservatorio con Boris E. Kruger e Lubovic M. Siegel (allieva di Leopold Auer). Dopo aver lasciato Leningrado, dal 1957 continua gli studi con Veniamin I. Sher alla Scuola Centrale del Conservatorio di Mosca sino al diploma nel 1963. Da quella data prosegue gli studi (postgrad) nella Scuola di Specializzazione del Conservatorio con Jurij Jankelevič sino al 1970. Parallelamente allo studio del violino, ha seguito i corsi di direzione d’orchestra, studiando per cinque anni con Izrail (Israel) Gusman e con Gaidamovitch. 
È stato premiato in alcuni concorsi internazionali tra cui: il 3º premio al Marguerite Long-Jacques Thibaud Competition di Parigi (1965); il 2º premio al Concorso internazionale di violino Niccolò Paganini di Genova (1967); il 1º premio al Montreal International Competition (1969); 2º premio al Concorso internazionale Čajkovskij di Mosca (1970).
Nel 1979 Spivakov, insieme ad alcuni suoi colleghi fonda l’orchestra da camera Moscow Virtuosi che incorpora i migliori strumentisti di orchestre russe; da allora ricopre la doppia carica di direttore artistico e direttore principale. 
Nel 1994 Spivakov ha sostituito Nathan Milstein ai corsi annuali di perfezionamento di violino a Zurigo.
Ha effettuato numerose registrazioni sia come solista che come direttore, prima in Unione Sovietica per la Melodija, e poi in Occidente per la Rca-BMG Classics e Capriccio. Le sue oltre quaranta registrazioni riflettono diversi stili musicali ed epoche, dal barocco alle opere di compositori del XX secolo tra cui Prokof'ev, Šostakovič, Penderecki, Šnitke, Pärt, Kancheli, Ščedrin e Gubajdulina. 
Spivakov ha preso parte a diverse giurie di concorsi internazionali.
Fino al 1997 Spivakov ha suonato con un violino Francesco Gobetti (1716) donato dal suo maestro Jurij Jankelevič. Dal 1997 un gruppo di mecenati gli ha affidato lo Stradivari “Hrimali-Press” (1712). Spivakov vive a Mosca e a Parigi.

## Scritti
- Le maître et l’école, in Alexandre Brussilovsky (ed.), Yuri Yankelevitch et L’Ecole Russe du Violon; tr. fr. Anna Kopylov, [Paris], Suoni e Colori, 1999, pp. 321-325.